# Nationale Autonome Universiteit van Mexico
De Nationale Autonome Universiteit van Mexico (Spaans: Universidad Nacional Autónoma de México, UNAM) is een universiteit in Mexico-Stad. Met 250.000 studenten is het de grootste, en volgens een onderzoek van The Times, meest gerenommeerde universiteit van Latijns-Amerika.

## Locatie
De Universiteit is gevestigd over meerdere campussen in Mexico-Stad, de grootste is de Ciudad Universitaria. Deze bevindt zich in Coyoacán in het zuiden van Mexico-Stad op de plaats van een voormalige lavabedding. Deze campus werd voltooid in 1954. Ongeveer 40 faculteiten en instituten bevinden zich hier, evenals het Olympisch Stadion, de Universiteitsbibliotheek en een aantal musea.
Binnen de agglomeratie Mexico-Stad bevinden zich nog 5 andere campussen, in Aragón, Acatlán, Cuautitlán, Iztacala en Zaragoza.

## Geschiedenis
De universiteit is in 1551 op last van Luis de Velasco gesticht, waarmee het de oudste universiteit van Noord-Amerika is. Destijds heette de universiteit nog Keizerlijke en Pauselijke Universiteit van Mexico (Real y Pontificia Universidad de México). Na de onafhankelijkheid van Mexico in 1821 werd "Pauselijke" uit de naam verwijderd. In de negentiende eeuw werd de universiteit tijdens politieke onlusten regelmatig gesloten (1833, 1857, 1865), maar werd telkens weer snel heropend. De universiteit werd in 1910 in haar huidige vorm geopend door Justo Sierra.
In 1929 kreeg de universiteit na de eerste studenten- en personeelsstaking uit haar geschiedenis volledige autonomie. Onder president Miguel Alemán (1946-1952) klom de universiteit op tot het belangrijkste instituut van het land. Vrijwel het volledige kabinet van Alemán had gestudeerd aan de UNAM, en hij gaf de opdracht tot het bouwen van een nieuwe campus in het zuiden van Mexico-Stad, die in 1954 werd geopend.
Nieuwe protesten waren er in 1936, 1944 en vooral 1968. Dit jaar werd zoals de rest van de wereld gekenmerkt door studentenopstanden. Aangezien de Olympische Spelen in dat jaar in Mexico-Stad werden gehouden, besloot de overheid hardhandig in te grijpen, wat uitliep op het beruchte bloedbad van Tlatelolco.
In 1999 was de UNAM vanwege een verhoging van het collegegeld van 2 naar 250 Mexicaanse peso weer het toneel van een grootschalige staking. Aanvankelijk stond de publieke opinie positief tegenover de stakers, maar toen delen van het openbare leven van Mexico-Stad ontregeld werden, keerde men zich tegen de staking, en de stakers moesten bakzeil halen. Wel trad de rector magnificus af, die werd vervangen door Juan Ramón de la Fuente. In 2007 werd De la Fuente opgevolgd door José Narro Robles.

## Flora Mesoamericana
De universiteit is samen met de Missouri Botanical Garden en het Natural History Museum (Londen) verantwoordelijk voor de Flora Mesoamericana, een samenwerkingsproject dat is gericht op het in kaart brengen en beschrijven van de vaatplanten van Meso-Amerika.

## Politiek klimaat
Veel invloedrijke politici en politieke analisten, waaronder bijna alle twintigste-eeuwse presidenten, zijn afkomstig van de UNAM. De studenten en medewerkers van de UNAM zijn doorgaans links georiënteerd, hoewel er ook een aantal prominente rechtse politici (waaronder Carlos Salinas de Gortari) afgestudeerd zijn aan de UNAM. Over het algemeen hebben mensen die verbonden zijn aan de UNAM meer politiek bewustzijn dan andere Mexicanen.

## Sport
De voetbalclub Pumas UNAM is aan de UNAM verbonden. Zij spelen in het Estadio Olímpico Universitario.

## Bekende alumni
Onder de UNAM-alumni bevinden zich drie Nobelprijswinnaars: Alfonso García Robles (vrede), Octavio Paz (literatuur) en Mario Molina (scheikunde). Concepción Palacios Herrera, de eerste vrouwelijke arts van Nicaragua, studeerde aan de Escuela Nacional de Medicina. Dit is tegenwoordig de medische faculteit Gaceta te Coyoacán.

## Trivia
Het motto van de Universiteit is "Por mi raza hablará el espiritú". Deze uitspraak betekent "Voor mijn ras zal mijn geest spreken" en is afkomstig van José Vasconcelos. Met 'ras' doelde Vasconcelos op het mestiezendom.